# Kostel svaté Anny (Gołkowice)
Kostel svaté Anny (polsky: Kościół św. Anny)  je dřevěný římskokatolický filiální kostel v obci Gołkowice v gmině Godów v okrese Wodzisław ve Slezském vojvodství v Polsku, náleží pod katolickou farnost Povýšení svatého Kříže a svaté Anny v Gołkowicích děkanátu  Gorzyce Śląskie arcidiecéze katovické. Kostel je zapsán ve vojvodském seznamu památek pod registračním číslem 759/66 z 26. září 1966, A/525/2019 z 23. července 2019 a je součástí Stezky dřevěné architektury ve Slezském vojvodství.

## Historie
První písemná zmínka o kostele svaté Anny pochází z roku 1687. Na konci 19. století stav kostela byl natolik špatný, že musel být rozebrán a nový postaven v roce 1867, ovšem použité dřevo bylo natolik ztrouchnivělé, že se zbortil a byl také rozebrán. 
Nejdříve byla postavena věž z roku 1681, která byla přenesena z rozebraného kostela v Pruchné (kostel byl rozebrán v roce 1874). V roce 1878 byl postaven nový kostel za podpory sedláka Józefa Grzonka, stavbu prováděl tesařský mistr Piecuch z Źor. Kostel byl postaven bez povolení úřadů a do roku 1957 byl filiálním kostelem godówské farnosti. V roce 1957 byla ustanovena farnost v Gołkowicích. V roce 1986 byl postaven a vysvěcen zděný kostel Povýšení svatého Kříže. Dřevěná svatyně se tak stala filiálním kostelem farnosti Povýšení svatého Kříže a svaté Anny. Opravy kostela byly provedeny v rocích 1953, 2006, 2010 a 2018.

## Architektura

### Exteriér
Kostel je orientovaná jednolodní dřevěná stavba rámové konstrukce s vnějším deštěním na betonových základech s věží v západní části. Půdorys lodi je čtvercový. Kněžiště, které je nižší a užší než loď, má trojboký závěr a na severní straně k ní přiléhá patrová sakristie s oratoří v patře. Štenýřová věž má čtvercový půdorys, její stěny se směrem vzhůru zužují. Věž má předsazené zvonové patro zakončené osmibokou úzkou jehlanovou střechou. Šikmé stěny věže jsou pobity šindelem, zvonové patro je deštěné se zdobným vyřezávaným spodním okrajem. Jehlice je krytá plechem. Šindelová střecha kostela je dvou hřebenová sedlová, nad kněžištěm zvalbená. Uprostřed hřebene kněžiště je osmiboký sanktusník s lucernou a jehlicovou střechou. Kolem kostela jsou otevřené soboty kryté šindelovou střechou na sloupech. 
Rozměry kostela: délka 23 m, šířka 8 m, výška 6 m, výška věže 18 m

### Interiér
V interiéru je plochý strop, vybavení je novogotické. Kruchta s varhany je podepřena dřevěnými sloupy, zábradlí je vyplněné dřevěnými výplněmi s novodobou křížovou cestou. Hlavní oltář se skládá z oltářní mensy a třídílného atependia. Na oltáři je obraz svaté Anny vyučující Marii a přihlížejícím svatým Jáchymem. Po bocích jsou plastiky svatého Petra a svatého Pavla. Boční oltáře jsou zasvěceny Nejsvětějšímu srdci Ježíšovu a Neposkvrněnému srdci Panny Marie. Mezi nejcennější památky patří řezba Panny Marie s dítětem z počátku 16. století. Ambon z 18. století je zdobená řezbami svatého Ambrože, Jeronýma, Augustina a Jiřího. Pod stropem je zavěšen křišťálový svícen z přelomu 18. a 19. století.

## Galerie

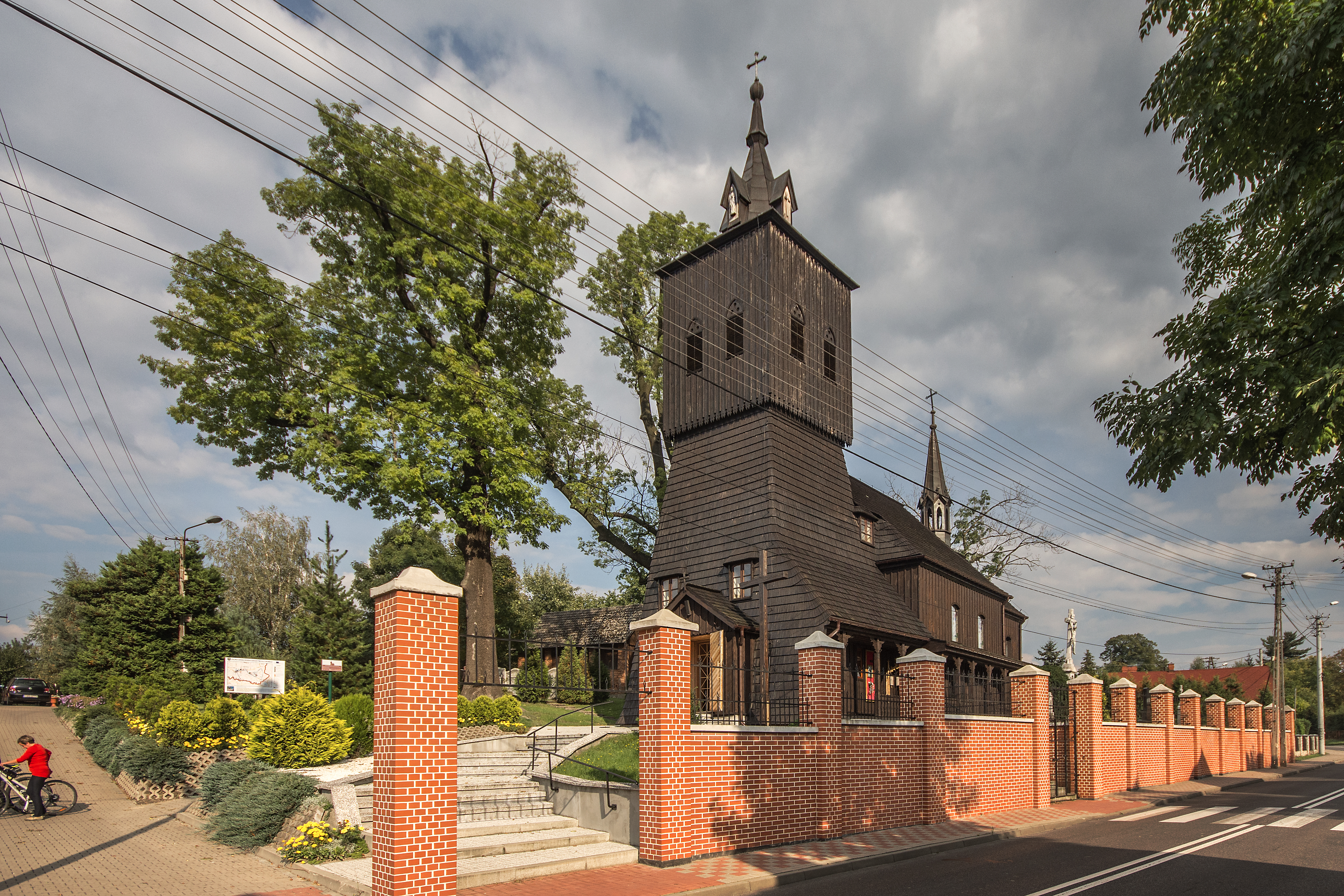
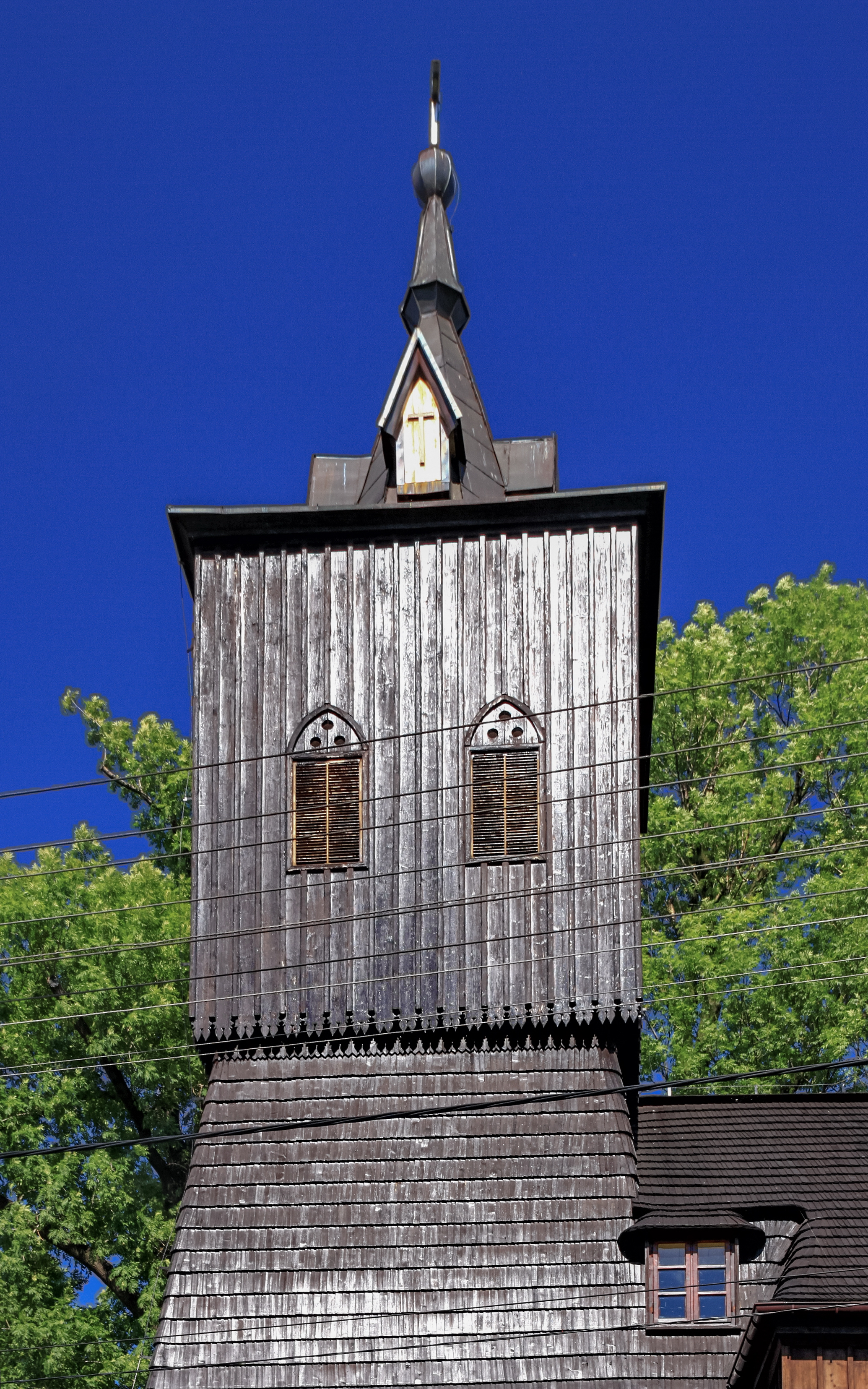
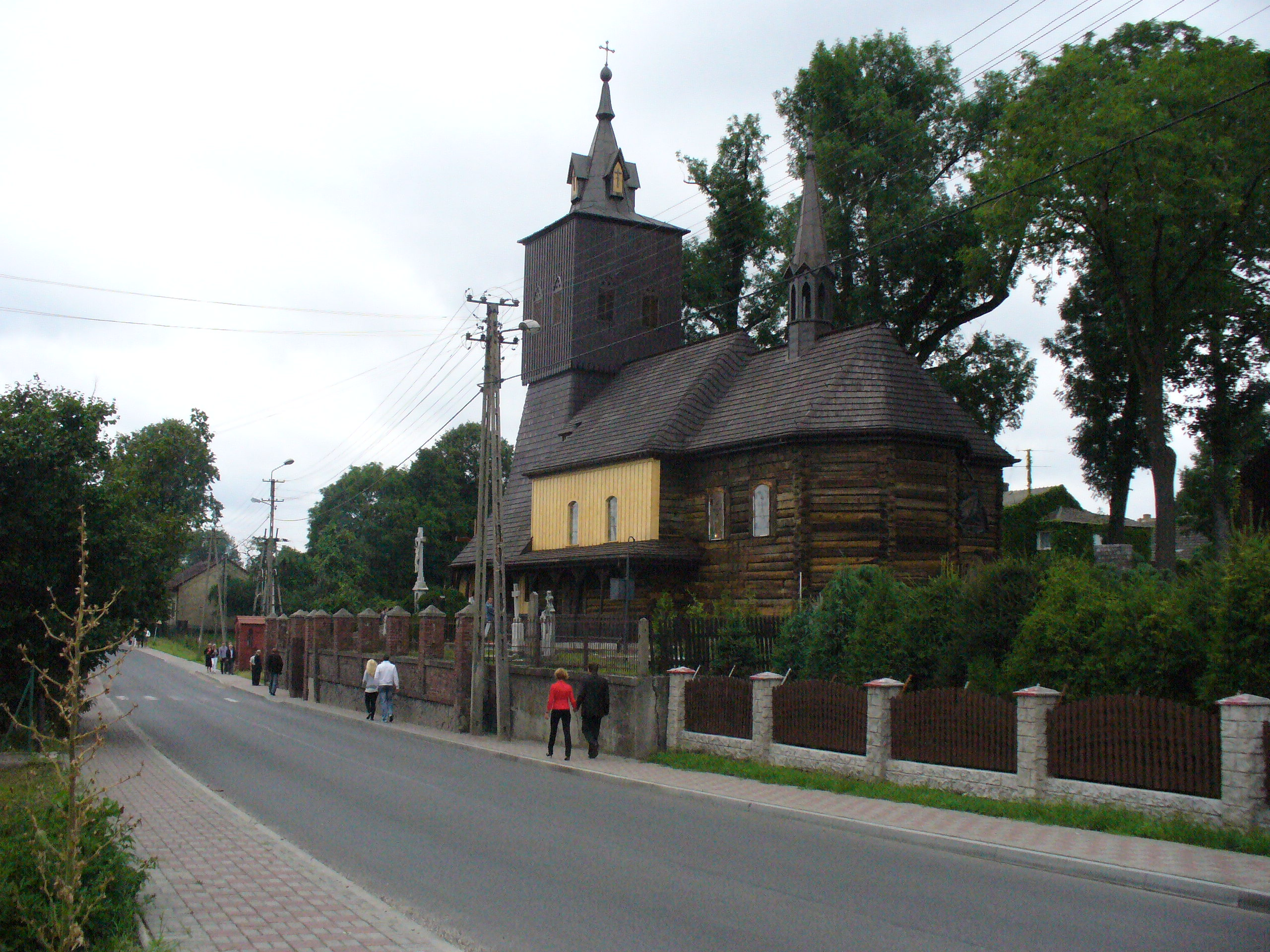